# Ліцей П'єра Корнеля
49°26′43″ пн. ш. 1°06′01″ сх. д. / 49.445311° пн. ш. 1.100213° сх. д.
Ліцей П'єра Корнеля — державний заклад середньої освіти, розташований у місті Руані, Франція.
Заснована єзуїтами в 1593 році, ця школа була секуляризована після французького закону 1905 року про відокремлення церкви від держави, і сьогодні є нерелігійною та керується Міністерством освіти Франції. Школа носить ім'я драматурга П'єра Корнеля з 1873 року. У грудні 1985 року була класифікована як об'єкт національної спадщини.

## Історія

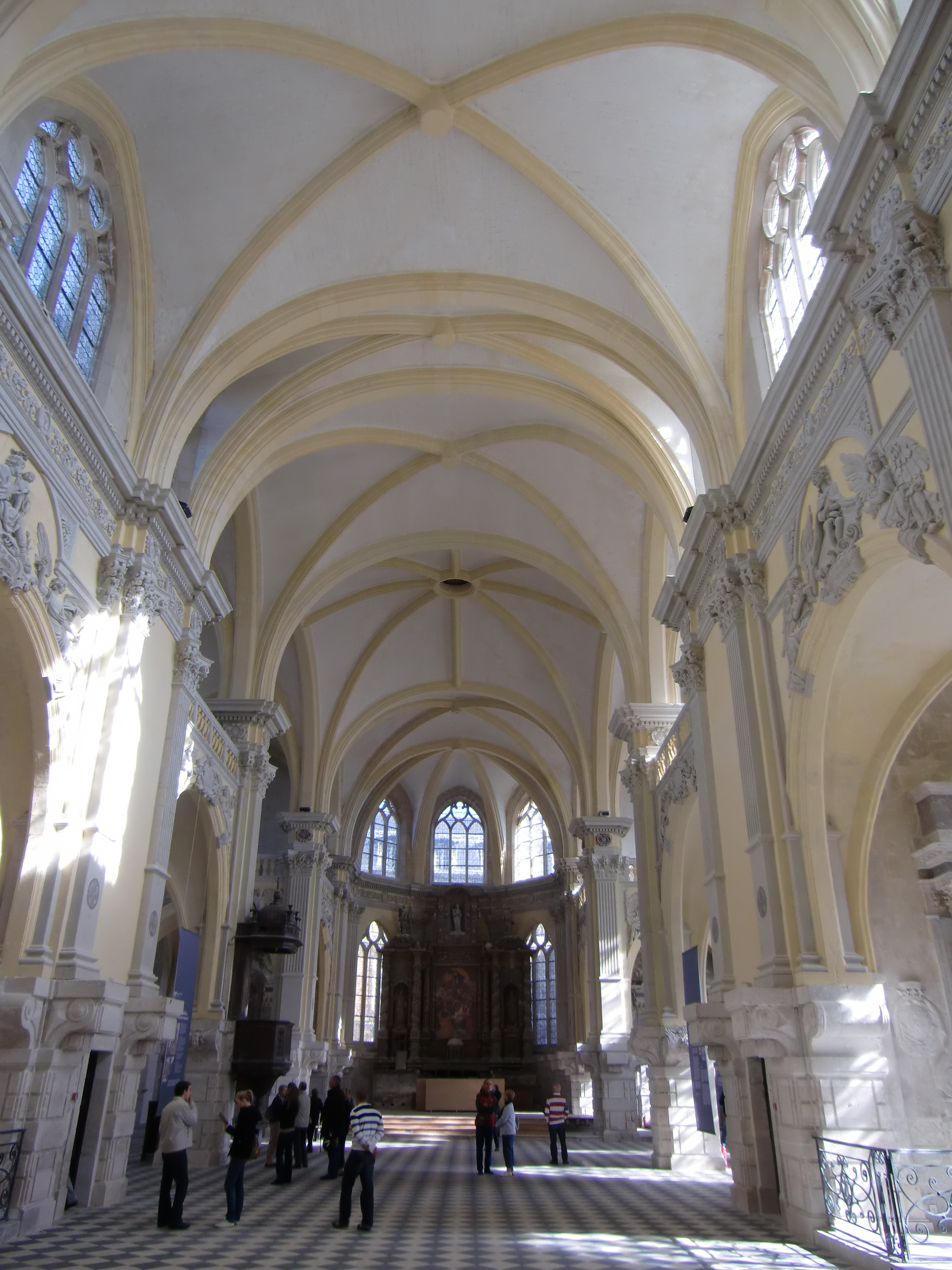
Неф колишньої каплиці, сьогодні аудиторія.

Протестантська Реформація у XVI столітті надихнула архієпископа Руана, кардинала Шарля де Бурбона, на створення школи для навчання дітей аристократії та буржуазії «відповідно до найчистіших доктринальних принципів римо-католицизму». Школу відкрили у 1593 році під керівництвом єзуїтів і спочатку вона була відома як Колеж де Бурбон.
З 1595 по 1604 рік навчання припинилося через вигнання єзуїтів. Між 1614 і 1631 роками було збудовано браму та каплицю. До 1662 року в ліцеї навчалося дві тисячі учнів.
Каплицю було відкрито в 1631 році, хоча наріжний камінь ще в 1614 році заклала Марія Медічі, вдовою короля Франції Генріха IV. Каплиця має 52-метровий неф і поєднує в собі пізньоготичний та класичний архітектурні стилі. У 1908 році вона стала пам'яткою архітектури.
У 1762 році школа стала відома як Королівський Колеж після вигнання єзуїтів з Франції. Після Французької революції, під впливом ідей епохи Просвітництва, школа стала асоціюватися з так званими «центральними школами» «Ecole Centrale»: які прийшли на зміну колишніх колежів і релігійних шкіл; вивчення гуманітарних наук було скорочено на користь ширшої навчальної програми.

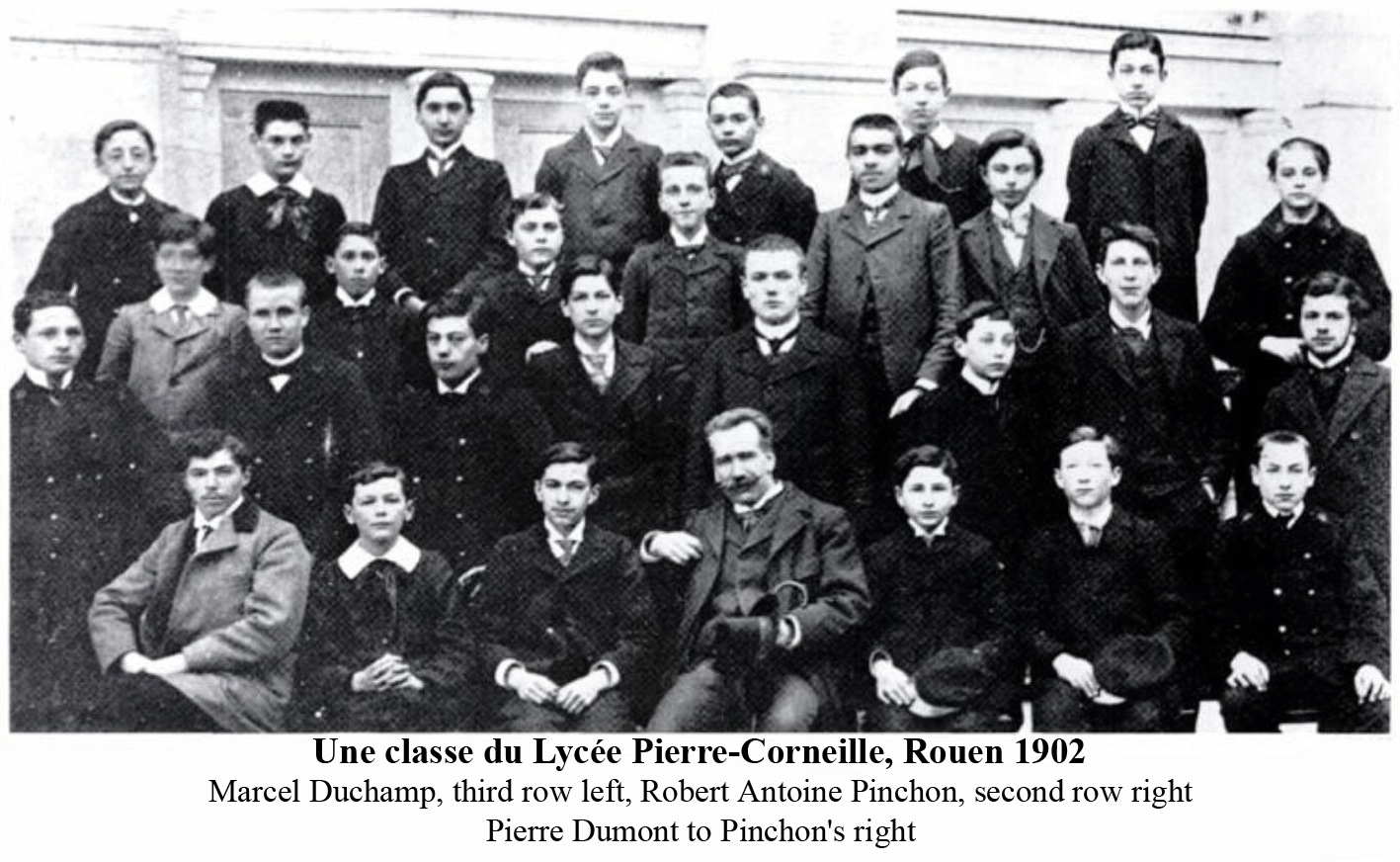
Клас у ліцеї П'єра Корнеля, 1902 рік. Художники Робер Антуан Пеншон (другий ряд, праворуч) та Марсель Дюшан (третій ряд, ліворуч, не в фокусі). Праворуч від Пеншона, ймовірно, П'єр Дюмон.

Після 1803 року школа ствла відома як «Імперський ліцей», де викладали гуманітарні науки та математику, дотримуючись принципів та дисципліни наполеонівського кодексу. Успішним учням присуджували ступінь бакалавра, а перелік предметів розширили, додавши іноземні мови та природничі науки. Згодом школа розробила дворічну програму навчання після бакалаврату, яка дозволяла вступ до так званих великих шкіл (Grandes écoles).
У 1873 році ліцей було перейменовано на честь його випускника Ліцей П'єра Корнеля, видатного французького драматурга XVII століття. У цей час було відкрито малий ліцей для молодших учнів. У 1890 році було засновано спортивний клуб «Вільні гравці» (Les Francs Joueurs).
З 1918 року при школі діяв норвезький гуртожиток (так званий «коледж»), у якому зазвичай проживали двадцять чотири хлопці протягом трьох років. Відкриття такого гуртожитку для юних норвежців було пов'язано з міжнародною ініціативою з розбудови миру після Першої світової війни. У 2018 році королева Норвегії Соня відвідала школу, щоб відзначити сторіччя цієї програми, разом з Бріджит Макрон та Рольфом Ейнаром Файфом.
Під час Першої світової війни ліцей Корнеля слугував військовим шпиталем. Під час Другої світової війни його захопила німецька армія, а потім бомбардували у вересні 1942 року та 19 квітня 1944 року.
Нині тут навчаються учні, які готуються до вступу до університетів та інших вищих навчальних закладів.

## Видатні діячі, пов'язані з ліцеєм

### Випускники
- Жуль Аделін, гравер
- Луї Анкетен, художник
- Жан-Жак Антьє, журналіст і письменник
- Рейнольд Арно, художник
- Нікола Базір, підприємець
- Жак-Анрі Бернардін де Сен-П'єр
- Антуан Блонден, письменник
- Еміль Блондель, вчений
- П'єр Бургіньйон
- Арман Каррель
- Рене-Робер Кавельє, сеньйор де Ла Саль
- Клод Шаппе
- Патрік Шесне, актор і режисер
- Ернест Консель, біолог
- П'єр Корнель, письменник і академік
- Тома Корнель, письменник і академік
- Каміль Коро
- Леон Кутіль
- Мішель Даніно
- Альфред Дарсель
- Патрік Деорнуа, математик
- Ежен Делакруа, художник
- Андре Дерок}
- Огюст Доршен
- Жорж Дюбоск, журналіст
- Марсель Дюшан
- Едуар Дюжарден, письменник
- П'єр-Луї Дюлон вчений
- П'єр Дюмон
- Марсель Дюпре, органіст
- Шарль Фере, доктор медицини
- Гюстав Флобер, письменник
- Бернар ле Бов'є де Фонтенель, письменник і академік
- Анрі Гадо де Кервіль, натураліст
- Домінік Гамб'є, політик
- П'єр Жифар, журналіст, редактор
- Ален Лебоб, письменник
- Моріс Леблан, письменник
- Жан Лекане, політик
- Моріс Лувріє, художник-живописець
- Андре Марі, політик
- Еміль Маскере, антрополог та етнолог
- Гі де Мопассан, письменник
- Андре Моруа, письменник
- Жан-Люк Меленшон, політик
- Поль Марі Міруель, військовий офіцер
- Теодор Моно
- Шарль Мюллер, журналіст і письменник
- Шарль Ніколь, лікар
- Марсель Ніколь
- Фарід Пая, Кінорежисер
- Тома Песке, астронавт 2009
- Робер Антуан Піншон, художник-живописець
- Жан Прево
- Жан-Батист Прево, президент UNEF
- Торстейн Раабі, норвезький телеграфіст, борець опору та дослідник.
- Андре Реноден
- Жак Ріветт, режисер
- Жан Рошфор, актор
- Бертран Серле, інженер
- Леон де Веслі, археолог
- Карін Віар, актриса
- Жак Війон, художник
- Франсіс Ярд
- Етьєн Вольф
- Рашид Язамі
- Філіп Захарі

### Вчителі
- Теодор Башле (1847—1873)
- Леон Бренсвік (1895—1900)
- Каміль Се (1878—1959)
- Каміль Лебоссе (1934—1936)
- Еміль Дюран (1937–?)
- Еміль Шартьє
- Бернар Потьє
- Жак Бутлу
- Жерар Сімон (1964—1988)
- Монго Беті (1966—1994)